# Gelbbrustlori

Der rotbrüstige Papagei, George Edwards, zwischen 1700 und 1800.

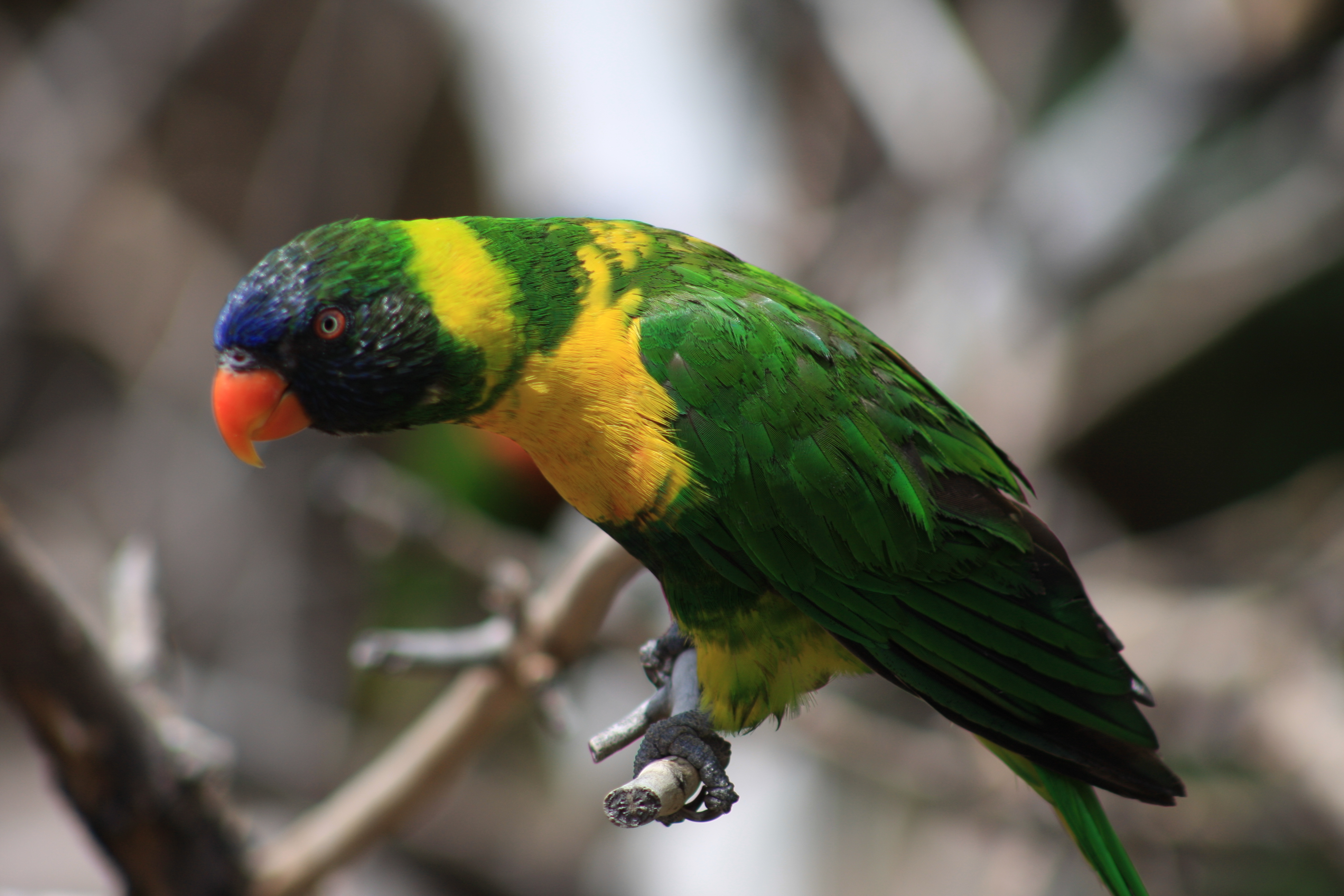
Gelbbrustlori im Denver Zoo

Der Gelbbrustlori (Trichoglossus capistratus) auch Timor-Allfarblori ist eine Art aus der Familie der Altweltpapageien.

## Merkmale
Der Gelbbrustlori weist eine Länge von 27 cm auf und wiegt zwischen 120 und 140 g. Er hat einen korallroten Schnabel und die Stirn, die Wangen und die Kehle sind dunkelblau mit hellen Schaftstrichen. Die hellen Schaftstriche setzen sich auf dem grünen Hinterkopf fort. Das Nackenband ist grünlich-gelb. Das Auge wird durch einen hellgrauen nackten Augenring umrahmt und die Iris ist rötlich-braun. Die Brust ist gelblich-orange mit einer kaum sichtbaren Bänderung und der Bauch, der Rücken und der Oberschwanz dunkelgrün. Die Krallen sind grau. Bei offenen Schwingen sind die gelben Unterarmdecken gut sichtbar.

## Verbreitung und Lebensraum
Der Gelbbrustlori ist eine endemische Art auf Timor und den umliegenden Inseln Sumba und Wetar. Er lebt in Wäldern, in der Savanne und ist auch in Kulturlandschaften zu finden.

## Taxonomie
Johann Matthäus Bechstein beschrieb den Gelbbrustlori erstmals 1811 wissenschaftlich. Er bezeichnete ihn als Blauhalsteriger Sittich  (Psittacus capistratus) und ordnete ihn unter der Gattung Papagei in der Ordnung Waldvögel ein. Die ersten Vögel kamen 1863 und 1874 in den Londoner Zoo. Erst 1931 kam es zur weltweit ersten Zucht im Zoologischen Garten von San Diego. Eine andere deutsche Bezeichnung für den Gelbbrustlori ist Blauwangen-Allfarblori.
Für die Liste der nachfolgend aufgeführten Unterarten des Allfarbloris sind folgende taxonomischen Organisationen zugezogen worden:
- Clements Checklist
- HBW Checklist/BirdLife International
- IOC/IOU

Gemäß den aufgeführten Organisationen existieren drei Unterarten, die dem Gelbbrustlori zugewiesen werden können:
- Gelbbrustlori (capistratus) (T. h. capistratus (Bechstein, 1811))[8] – Timor[9]
- Gelbbrustlori (fortis) (T. h. fortis (Hartert, 1898))[10] – Sumba[9]
- Gelbbrustlori (flavotectus) (T. h. flavotectus (Hellmayr, 1914))[11] – Wetar und Romang[9]

## Bestand und Gefährdung
Die aktuelle taxonomische Einordnung des Gelbbrustlori hat dazu geführt, dass die Art auf der Roten Liste gefährdeter Arten zwar als „nicht gefährdet“ (Least Concern) eingestuft wird, dass die Population aber eine sinkende Tendenz im Bestand aufweist. Die Anzahl der adulten Vögel ist unbestimmt.

## Handel
Die Kontrolle des Handels wird über CITES Anhang II geregelt. Die Ein- und Ausfuhr sowie die Wiederausfuhr erfordert eine Genehmigung oder Bescheinigung des jeweiligen Ausfuhrstaates.

## Kulturelle Bedeutung

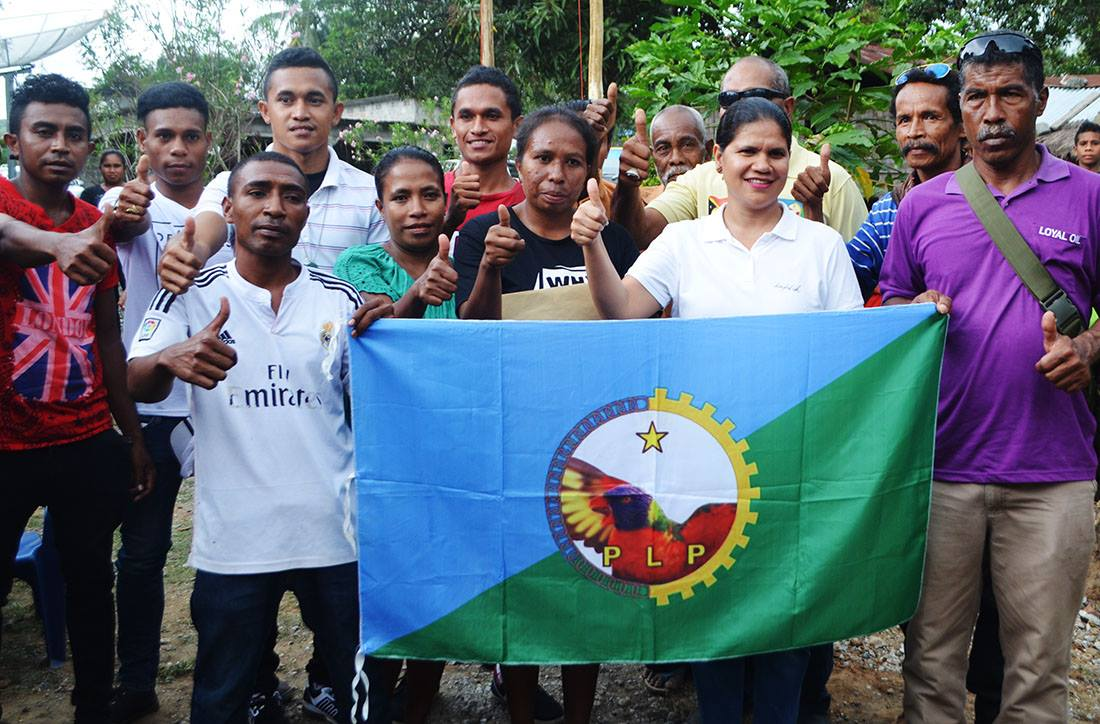
Die Flagge der osttimoresischen Partidu Libertasaun Popular mit einem Allfarblori

Der Gelbbrustlori in Osttimor gilt als Symbol der Jugend. Von daher leitet sich die Bezeichnung Lorico Asuwain (Lori-Krieger) für die junge Generation der Unabhängigkeitsaktivisten der 1990er Jahre ab. Gelbbrustloris finden sich daher als Symbol immer wieder in der osttimoresischen Gesellschaft.